# Taggart (série télévisée)
Taggart, puis Taggart, brigade criminelle est une série télévisée écossaise en 174 épisodes de 45 minutes (109 histoires) créée par Glenn Chandler, produite par STV Productions et diffusée entre le 6 septembre 1983 et le 7 novembre 2010 sur le réseau ITV.
En France, les histoires en 3 parties de 50 minutes ont souvent été raccourcies en téléfilm de 90 minutes et diffusées à partir du 1er octobre 1988 sur Canal+. Rediffusion du 5 juillet 1992  sur Antenne 2 au 11 mai 1997 sur France 2. Puis Taggart, brigade criminelle du 21 septembre 2003 au 7 décembre 2003, et du 2 juillet 2005 au 3 septembre 2005, enfin du 29 juillet 2006 au 26 août 2006 sur France 3.

## Synopsis
Dans la région de Glasgow officie au sein du département d'enquêtes criminelles de Maryhill l'inspecteur en chef détective Jim Taggart, un détective froid et expérimenté, habitué aux enquêtes les plus ardues. Il est assisté d'un jeune policier, Peter Livingstone, et chapeauté par le surintendant Jack McVitie.

## Distribution

### Acteurs principaux
- Mark McManus : (VF : Pierre Santini) Jim Taggart (1983-1995)
- Harriet Buchan : Jean Taggart (1983-1995)
- Neil Duncan : Peter Livingstone (1983-1994)
- Robert Robertson : Dr Stephen Andrews (1983-2001)
- Iain Anders : Jack McVitie (1985-1998)
- James MacPherson (en) (VF : Bernard Lanneau) : Mike Jardine (1987-2002)
- Blythe Duff (en) : Jackie Reid (1990-2010)
- John Michie (en) : Robbie Ross (1990-2010)
- Colin McCredie (en) : Stuart Fraser (1995-2010)
- Alex Norton : Matt Burke (2002-2010)
- Siobhan Redmond (en) : Karen Campbell (2010)

### Acteurs récurrents
- Tom Watson : Robert Murray (1983-1985)
- Gavin Brown : Sgt Blackman (1983-1985)
- Patricia Ross : Laura Campbell (1987-1988)
- Anthony Cochrane : Dr Colin Crawford (1987-1993)
- Leigh Biagi : Alison Taggart (1988-1993)
- Gray O'Brien : Rob Gibson (1993-1995)
- Yasmin Marley : Heather McIntyre (1999-2001)
- Brian Cowan : Brian Holmes (2000-2005)
- Lesley Harcourt : Dr Gemma Kerr (2003-2005)
- Michael MacKenzie : Dr Magnus Baird (2005-2008)
- Katrina Bryan : Dr Ellis Sinclair (2008-2010)
- Alan McHugh as Assistant Chief Constable Strathairn (2008-2010)
- Davood Ghadami : Duncan Clark (2010)
- Anneika Rose : Mita Rahim (2010)

### Acteurs invités
Isla Blair, Billy Boyd, Robert Carlyle, Annette Crosbie, Alan Cumming, Barbara Dickson, Jill Gascoine, Iain Glen, Hannah Gordon, Clare Grogan, John Hannah, Jason Isaacs, Diane Keen, Allison McKenzie, Ann Mitchell, Peter Mullan, Amanda Redman, Dougray Scott, Ken Stott, Celia Imrie.

## Épisodes
Le pilote, intitulé Killer (Coup de folie), est diffusé le 6 septembre 1983.
Le premier épisode, intitulé Dead Ringer (L'Alliance) , est diffusé le 2 juillet 1985. Les premières histoires sont divisées en plusieurs épisodes et diffusées sur trois semaines, tandis que les épisodes ultérieurs sont autonomes. 
Le dernier épisode, intitulé The Ends of Justice, est diffusé le 7 novembre 2010 sur STV.
Depuis 1983, il y a eu un total de 110 épisodes de Taggart pour 27 saisons. En comptant les épisodes divisés, la série atteint un total de 174 épisodes.
La durée cumulée d'une histoire divisée en trois parties est de 125 minutes dans sa version originale. En France, ces histoires en trois parties de 50 minutes sont souvent remontées en téléfilm de 90 minutes.
Les épisodes spéciaux diffusés pour Noël (Christmas Special) ou Nouvel An (New Year's Special) sont des unitaires de 80 minutes.

## Lieux de tournage
La série est tournée principalement à Glasgow et sa région métropolitaine mais s'aventure parfois plus loin, comme par exemple vers le Loch Lomond, Édimbourg et les Highlands écossais.

## Commentaires
En 1987, apparaît Mike Jardine, et en 1989 Peter Livingstone est remplacé par une nouvelle recrue féminine, Jackie Reid. Jardine prend la relève de Taggart après la mort de l'acteur Mark Mcmanus en 1994. D'autres personnages viennent étoffer l'équipe en 1994 (Stuart Fraser) et 1998 (Robbie Ross). McPherson quitte la série en 2002, son personnage est alors tué et remplacé par Matt Burke, qui, pour beaucoup, semble être le successeur le plus crédible du personnage de Jim Taggart.
En France, cette série est vue comme relevant du film noir par ses intrigues particulièrement sombres et son atmosphère lourde et menaçante.
Taggart est devenu une série de renommée internationale diffusée en plusieurs langues, dont le néerlandais, le français et le japonais. Il s’agit de la série policière britannique ayant eu la plus grande longévité après l"annulation de la série The Bill.
Le générique de la série illustre une photo panoramique de Glasgow prise du sommet du Cathkin Braes au sud de la ville. Au cours des premières saisons, des prises de vue en direct de la ville sont également prises à partir de ce point de vue. Plus tard, une photo du centre-ville prise depuis le phare de Mitchell Lane est utilisée.
Dans les saisons ultérieures, les bâtiments de l'université de Strathclyde sont souvent utilisés pour les prises de vue extérieures. Le niveau d'entrée du bâtiment Colville sert par exemple de poste de police, et John Street, le nom donné au poste de police dans la série, est un véritable lieu au sein du campus.